# Геваризм

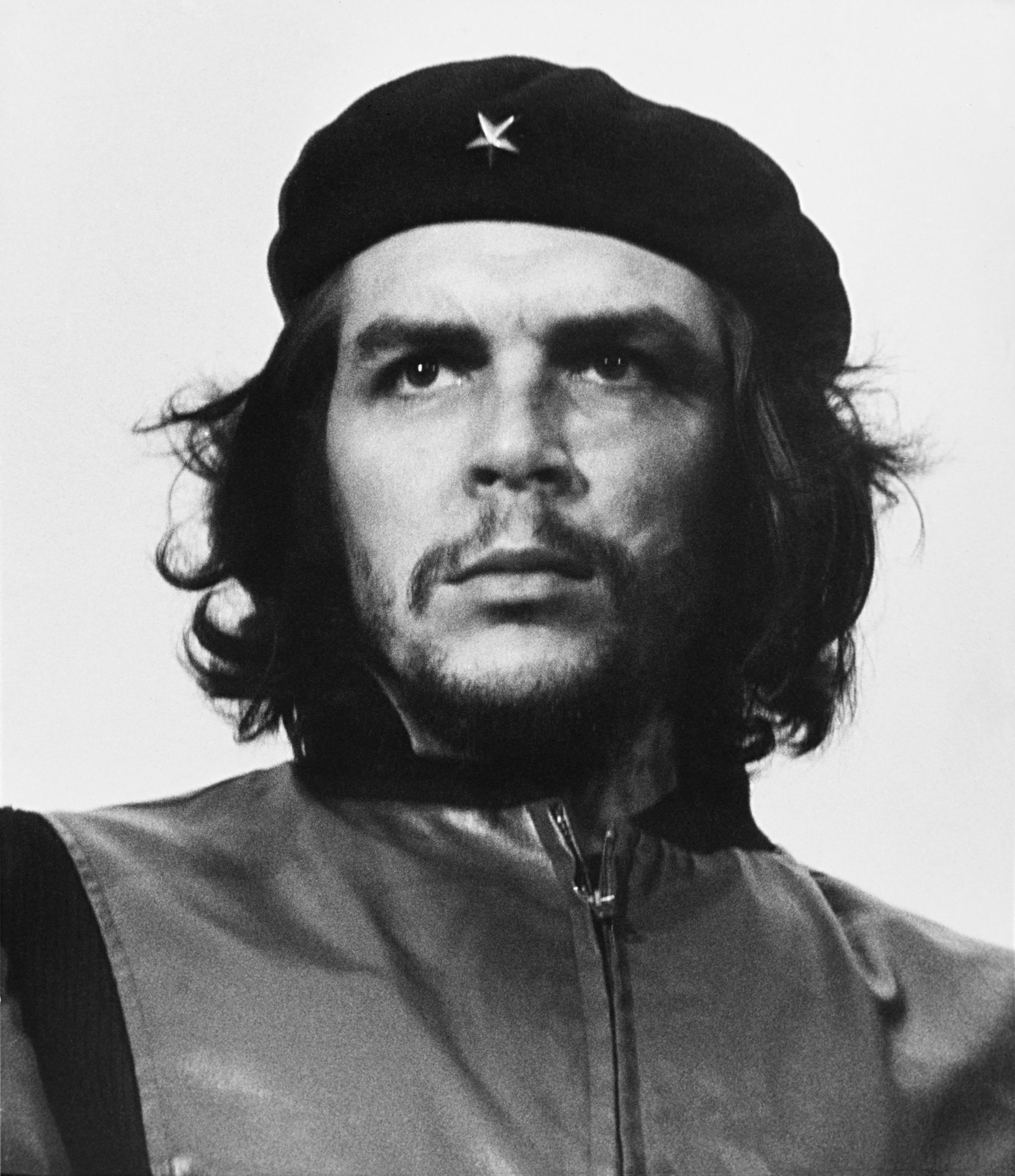
Ернесто Че Гевара
Фотографія Альберто Корда, 1960

Геваризм (ісп. Guevarismo) — загальна назва  філософських і практичних концепцій, пов'язаних з  марксистською теорією, запропонованих і розвинених  аргентинсько- кубинським  революціонером  Ернесто Че Геварою. Геваризм містив у собі специфічну інтерпретацію ленінізму і екзистенціалізму і, в практичній області, розвиток  маоїстської концепції  партизанської війни (Див. Фокізм). Геваризм, хоча і не є цілісною системою, є однією зі складових частин в ідеології  нових лівих екстремістських течій і груп.